# Chitchai Wannasathit
Chitchai Wannasathit. (en tailandés: ชิดชัย วรรณสถิตย์). (13 de agosto de 1946). Político de Tailandia fue primer ministro entre mayo y junio de 2006 en sustitución provisional de Thaksin Shinawatra. También fue Ministro de Justicia. Durante el golpe de Estado en Tailandia en 2006 fue detenido por los golpistas.